# Ритуал (біологія)
Ритуал в біології — стандартний сигнальний поведінковий акт, який використовується тваринами при спілкуванні один з одним. Зазвичай він полягає в серії характерних рухів тіла або дій, що часто супроводжуються специфічними звуками, виділенням пахучих секретів та ін. Відповідними ритуалами тварини користуються в відповідальні моменти взаємодії: при охороні індивідуальної ділянки від конкурента, першої зустрічі самця і самки, виборі притулку для гнізда, спарюванні тощо. Кожній такій ситуації відповідає спеціальний ритуал. Часто він відрізняється великою складністю (наприклад, шлюбна поведінка самця колюшки, «танці» бджіл і ін.). Ритуали розвинулися з рухів, пов'язаних з повсякденним активністю тварин — локомоторною, кормової та ін. Під дією природного відбору (особливо статевого відбору) вихідне рух перетвориться (змінюються його швидкість, амплітуда, ступінь координованості з іншими рухами), набуваючи велику характерність і сигнальну виразність .
В ході цього процесу — рітуалізаціі — можуть змінюватися контури і забарвлення ділянок тіла, найбільш тісно пов'язаних з рухом. Ритуали грають важливу роль в спілкуванні тварин (як безхребетних — молюсків, членистоногих, так і хребетних — від риб до ссавців).